# Американская партия труда
Американская партия труда (англ. American Party of Labor) — марксистско-ленинская партия в США.
Партия создана в 2008 году. Рассматривает себя как революционную партию рабочего класса, придерживается антиревизионистских (ходжаистских) взглядов. В качестве своей цели партия заявляет ликвидацию капиталистической системы и замены её социалистической, базирующейся на принципе «от каждого — по способностям, каждому — по труду».
Печатные органы партии: теоретический журнал «Революционный дух» (англ. Revolutionary Spirit), политический журнал «Красный феникс» (англ. The Red Phoenix).